# Esporada

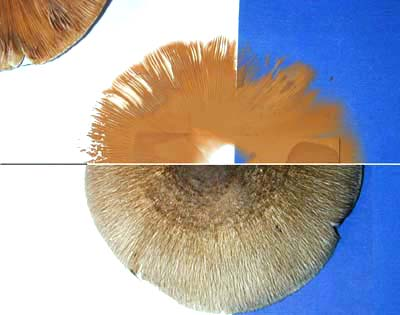
Fotografia compósita da esporada do fungo Volvariella volvacea: chapéu do cogumelo colocado sobre papel branco e escuro (metade inferior); chapéu removido após 24 horas mostrando a esporada com tom ocre rosado (metade superior). Uma lamela de vidro com 3,5 cm colocada no meio permite o exame das características dos esporos sob o microscópio.

A esporada ou impressão de esporos de um cogumelo é um carácter de diagnóstico importante na maioria dos manuais de identificação de cogumelos. Ela mostra a cor dos esporos do cogumelo quando vistos em massa.  Uma esporada é feita espalmando a superfície produtora de esporos numa folha de papel claro e escuro (ou apenas escuro) ou numa folha de plástico transparente e rígido, o que facilita mover a esporada para um superfície mais escura ou mais clara para melhor contraste; por exemplo, é mais fácil determinar se a esporada é de um branco puro ou ligeiramente pigmentada. O cogumelo é deixado assim várias horas, frequentemente de um dia para o outro. Quando o cogumelo é retirado, a cor dos esporos deverá ser visível. Os micólogos muitas vezes usam lamelas de vidro, as quais permitem o exame rápido dos esporos sob o microscópio.
Um cogumelo não pode ser identificado apenas com base na sua esporada; a esporada é apenas uma caraterística usada na determinação taxonómica.
Historicamente, a classificação de muitas famílias de fungos baseava-se na cor dos esporos, um exemplo sendo Tricholomataceae, uma grande família contendo muitos fungos cujo fator em comum era a esporada branca. Contudo, pesquisas moleculares recentes, mostraram algumas relações interessantes, com alguns fungos que possuem diferentes cores dos esporos a mostrarem-se bastante aparentados.

## Cores da esporada
Elencam-se a seguir as cores mais comuns das esporadas de fungos:
| esporada preta (melanósporos) | esporada branca (leucósporos) | esporada castanha (iantinósporos) | esporada amarela |
| esporada oliva                | esporada rosa (rodósporos)    | esporada ocre (ocrósporos)        |                  |